# Hamdánidák
A Hamdánidák egy arab származású közel-keleti emírdinasztia tagjai voltak a 10–11. században. A tizenkettes síita család két ága Moszul központtal a Dzsazírát (Észak-Mezopotámia) (906–tól megszakításokkal, 933–978 között végig) és a Aleppó központtal Szíria északi részét (944–1004), illetve ehhez kapcsolódóan a Bizánci Birodalommal határos anatóliai területeket tartotta ellenőrzése alatt.

## Történetük
A család az iszlám előtti időkben Észak-Mezopotámiában (a mai Törökország, Szíria és Irak területein) megtelepedett Taglib törzsből származott. A dinasztiának nevet adó Hamdán ibn Hamdún az első ismert családtag, nevével 868–894 között találkozni a forrásokban. A dzsazírai kurdokkal szövetségben jelentős hatalomra és nagy vagyonra tett szert, és részt vett Hárún as-Sári háridzsita lázadásában, amit végül az energikus al-Mutadid kalifa kalifa vert le. Hamdán oldalán harcoló fia, Huszajn átállt a bagdadi uralkodó szolgálatába, és Mutadid illetve utóda, Muktafi (902-908) uralkodása alatt törzstársaiból szervezett hadteste élén kiváló és fontos hadvezérré lépett elő. Muktafi halála után 908 decemberében részt vett az Muktadir ellen szőtt sikertelen összeesküvésben, amely Ibn al-Mutazzt volt hivatott hatalomra juttatni; ekkor még bocsánatot nyert, és 909-ben az iráni Gom és Kásán, majd 910-ben a dzsazírai Dijár Rabía (Nisibis, a mai Nusaybin környéke) kormányzója lett. Ilyen minőségben 915-ben ismét fellázadt, de 916-ban elfogták, Bagdadban bebörtönözték, és folytatódó konspirációja miatt 918 őszén kivégezték. Huszajn oldalán hat fivére is szép karriert futott be, közülük Abdalláh nevű öccse vitte legtöbbre.
Abdalláhot 905/906-ban Moszul emírjévé nevezték ki, amely tisztségét kis megszakítással bátyja második felkeléséig viselt. Ekkor egy időre bebörtönözték, de fivéreivel együtt kiszabadult, és 919-ben nagy szerepe volt az azerbajdzsáni lázadó, Júszuf ibn Abi sz-Szádzs legyőzésében Munisz al-Muzaffar főparancsnok oldalán. 920-ban jutalomképpen Dínavar és a Horászánba vezető, stratégiai fontosságú út parancsnoka, majd 925/926 során ezek mellett ismét moszuli helytartó lett. 928-ban bagdadi intrikák következtében elvették tőle keleti tartományait, mire szervezkedni kezdett Muktadir ellen, és Munisz oldalán főszerepet vállalt a kalifa 929 februárjában történt megbuktatásában és fivére, Káhir trónra tételében. A volt kalifa gárdája azonban március elején fellázadt a puccsisták uralma ellen, és a kibontakozó harc során Abdalláh ibn Hamdán életét vesztette Káhirért harcolva.

### A moszuli ág
Abdalláh 929-es halála után fivérei és fia, Haszan – a kalifa által később neki adományozott nevén Nászir ad-Daula („a dinasztia megsegítője”) – örökölte moszuli tartományát és bagdadi befolyását is. Munisz 932-es lázadásakor azonban a kalifa mellett léptek fel, így egy időre odaveszett tartományuk és hatalmuk; az eunuch halála után azonban Haszan ibn Abdalláh végleg megszerezte magának Moszult, amelynek élén Bagdad is elismerte (935 végén). Haszan eleinte dzsazírai hatalmának kiépítésével volt elfoglalva, majd 938-tól aktívan részt vett a kalifátus központja körül kibontakozó hatalmi harcokban is. Ennek során 942-ben megkapta a Nászir ad-Daula („a dinasztia segítője”) nevet és a főemíri kinevezést al-Muttakitól, de 943-ban ki kellett vonulnia Bagdadból. A harcban öccse, Ali – ismertebb nevén Szajf ad-Daula („a dinasztia kardja”) – is segítette őt, amíg 944-ben meg nem szerezte a szíriai Aleppó (Halab) emírsége feletti ellenőrzést az egyiptomi Ihsídidáktól.
946-ban hosszú hadakozás után az iráni Buvajhidák bevonultak Bagdadba, és hosszas háborúkat folytattak Nászir ad-Daula ellen. Így sem a moszuli emír, sem az őt 967-ben bebörtönöztető és felváltó fia, Abu Taglib Uddat ad-Daula („a dinasztia ereje”) nem tudott katonai segítséget küldeni az aleppói rokonoknak, márpedig erre nagy szükség lett volna. 979-ben a Buvajhida Adud ad-Daula hatalmas győzelmet aratott Abú Taglib felett, akitől szisztematikusan elhódította birtokait, mire az kénytelen volt Szíriába menekülni, ahol a palesztinai harcok során meggyilkolták.
Néhány évre az itteni Hamdánida emírség elveszett, ám Nászir egy másik fia, Ibráhím az Ukajlidák beduin törzse támogatását élvezve 981-ben visszaszerezte Moszult, és a Buvajhidák jóváhagyásával társuralkodójává tette fivérét, Huszajnt. Dijár Bakr a kurd Marvánidák fennhatósága alá került. A moszuli Hamdánidákat végül volt szövetségeseik, az Ukajlidák buktatták meg 990/991-ben.

### Az aleppói Hamdánidák
Szajf ad-Daula Aleppó emírjeként valóságos hőssé vált az arab történetírásban. Erre az időszakra esett ugyanis az újra megerősödött Bizánci Birodalom aktivizálódása a keleti hadszíntéren, melynek védelme gyakorlatilag egyedül az aleppói emír vállain nyugodott, emellett a kultúrát is bőkezűen támogatta. Udvari költője a jeles al-Mutanabbi volt, és az sem véletlen, hogy al-Fárábi, a transzoxániai filozófus is Aleppóban alkotta meg életművének jelentős részét. Abu l-Faradzs al-Iszfaháni Szajf ad-Daulának ajánlotta antológiáját, és Abu Firász is az emír udvarához kötődött. 
Mindeközben Szajf egy évtizeden keresztül váltakozó sikerű harcokat vezetett a kilikiai és észak-szíriai határon, azonban 956-ban súlyos vereséget szenvedett, és nem tudta feltartóztatni a támadó bizánciakat: 962-ben fővárosa, Aleppó is elesett. Szajf fivéréhez menekült Moszulba, ahol 967-ben meghalt. Addigra egész Kilikia bizánci kézbe került, és 969-ben még Antiochia is elesett.
Szajf ad-Daulát a fia, Szaad ad-Daula Saríf („a dinasztia szerencséje”) követte (967–991), de sokáig nem is tudta megszerezni a maga számára a hatalmat; helyette atyja minisztere, Karkúja kötött békét Bizánccal, melynek révén a Hamdánidák a császár vazallusaivá váltak. Az aleppói emírség ráadásul kettős szorításba került: 969-ben Egyiptomban a Fátimidák vették át a hatalmat, és 971-ben már ők is Antiochiát ostromolták. Bizánc ekkor I. János vezetésével lendületes ellencsapást indított, melynek keretében 974/975-ben a szíriai tengerpart és Palesztina nagy része is Bizánc uralma alá került (igaz, zömmel ideiglenesen, alig egy évre).
A Fátimida agresszió nemsokára újrakezdődött, már Szaíd ad-Daula („a dinasztia áldottja”) uralkodása alatt. I. Baszileiosz 994/995-ben és 999-ben is kénytelen volt saját hadaival Aleppó felmentésére vonulni. Ez utóbbi hadjáratot követően 10 évre fegyverszünetet kötött al-Hákim fátimida kalifával, azonban még ennek lejárta előtt kihalt az aleppói emírdinasztia. Az 1001-ben meghalt Szaídot két fia, Abu l-Haszan Ali (1001–1004) és Abu l-Maáli Saríf (II. Saríf, 1004) követte, ám 1004-ben az addig is helyettük uralkodó török tiszt, Lulu vette át a hatalmat, aki a Fátimidákhoz volt lojális.
Aleppót az egyiptomiakhoz hű török tisztek vették át egészen a Mirdászidák 1023-as hatalomátvételéig, akik ismét Bizánc oldalára állították a fejedelemséget.